# 森田浩治
森田 浩治（もりた こうじ、1943年4月2日 -  ）は、日本の経営者。伊予銀行頭取を務めた。

## 来歴・人物
愛媛県出身。1967年に早稲田大学第一政治経済学部を卒業し、同年4月に伊予銀行に入行した。1995年6月に取締役に就任し、1999年6月に常務、2002年7月に専務を経て、2005年6月には頭取に就任。2012年6月に会長を経て、2017年6月には相談役に退いた。
2021年11月に旭日中綬章を受章。